# Xu mật viện (Nhật Bản)

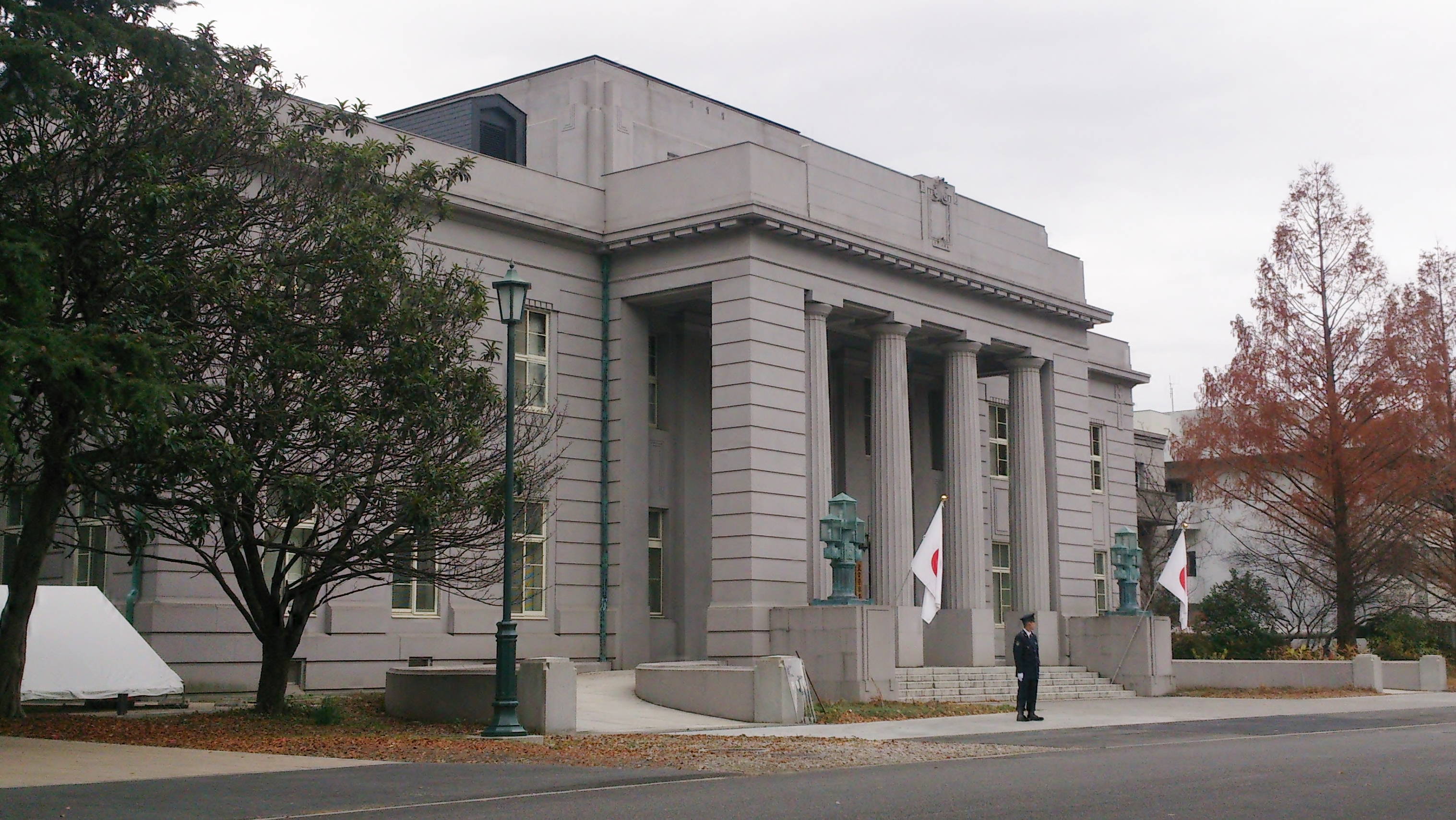
Tòa nhà Sūmitsu-in

Cơ mật viện Nhật Bản (枢密院 Sūmitsu-in) là một hội đồng cố vấn cho Thiên hoàng hoạt động từ năm 1888 đến 1947. Cơ mật viện bị Hiến pháp Nhật Bản hậu chiến hiện nay buộc phải giải thể ngày 3 tháng 5 năm 1947.

## Chức năng
Theo mẫu của Cơ mật viện Vương quốc Liên hiệp Anh và Bắc Ireland, thể chế này cố vấn cho Thiên hoàng các vấn đề có tầm quan trọng to lớn bao gồm: (1) đề xuất sửa đổi Luật Hoàng thất năm 1889 và Hiến pháp Đế quốc Nhật Bản; (2) các vấn đề giải thích hiến pháp, đề xuất các luật và sắc lệnh; (3) tuyên bố thiết quân luật và tuyên chiến; (4) điều ước và các hiệp định quốc tế; (5) các vấn đề liên quan đến việc kế vị ngai vàng và tuyên bố nhiếp chính theo luật Hoàng thất; và (6) các vấn đề khác được Thiên hoàng đưa ra xem xét (nói chung là theo lời khuyên của nội các). Do đó, Xu mật viện có cả chức năng tư pháp lẫn hành pháp. Tuy vậy, hội đồng không có quyền lập pháp.
Xu mật viện Nhật Bản được thành lập theo một sắc dụ của Thiên hoàng Meiji vào ngày 28 tháng 4 năm 1888, với Chủ tịch là Ito Hirobumi, để thảo luận kỹ về bản dự thảo hiến pháp. Hiến pháp mới, mà Thiên hoàng ban hành ngày 11 tháng 2 năm 1889, có đề cập qua về Xu mật viện ở Chương 5, Điều 46: "Các Cố vấn của Xu mật viện sẽ, cho phù hợp với các điều khoản tổ chức Xú mật viện, thảo luận ký các vấn đề quan trọng của Nhà nước khi họ được Thiên hoàng tham vấn." 

## Cơ cấu

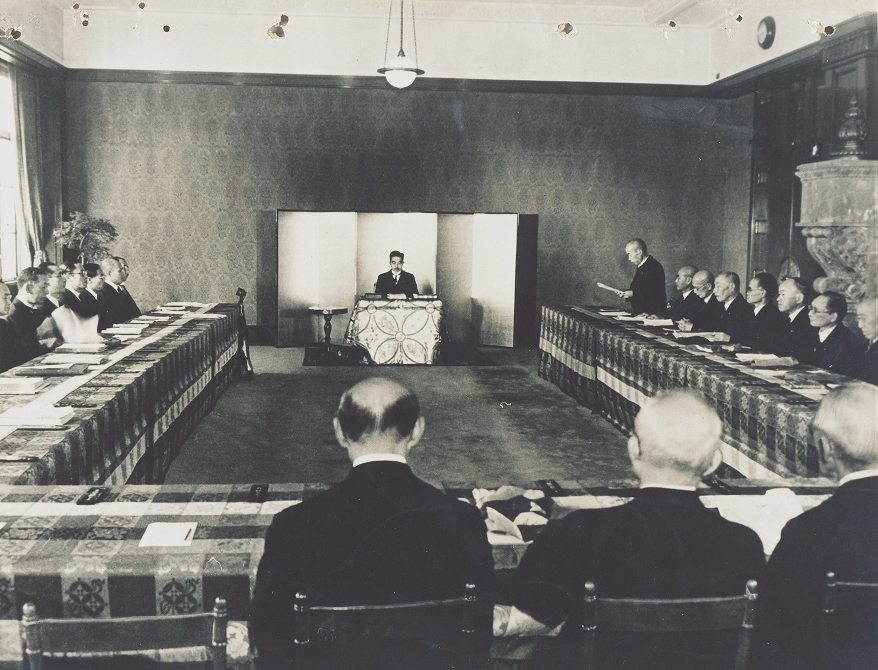
Buổi họp của Xu mật viện, 1946. Thiên Hoàng Hirohito ngồi ở bàn chủ tọa

Xu mật viện có 1 Chủ tịch, 1 Phó Chủ tịch (dự khuyết), 12 (sau tăng lên thành 24) hội viên, 1 tổng thư ký, và 3 thư ký dự bị. Tất cả các hội viên trong Xu mật viện kể cả Chủ tịch và Phó Chủ tịch được Thiên hoàng bổ nhiệm mãn đời. Việc đề cử là qua khuyến nghị của Thủ tướng và nội các.
Ngoài 24 hội viên bổ nhiệm trên, thành phần Xu mật viện còn có Thủ tướng cùng các Bộ trưởng. Các Hoàng thân (cả shinnōke và ōke) đến tuổi trưởng thành đều có quyền tham gia trong Xu mật viện. Chủ tịch Xu mật viện có quyền triệu tập và điều hành các buổi họp.
Các buổi họp trong hoàng cung đều được giữ kín; Thiên hoàng chỉ tham dự trong khi có việc trọng đại. Đề tài thảo luận không bị hạn chế; bất cứ việc gì Thiên hoàng cần tham khảo đều có thể đem ra nghị luận.

## Vai trò
Đánh giá về tầm quan trọng của Xu mật viện có nhiều bất đồng, từ việc khẳng định nó là cơ quan quyền lực tối cao trong chính quyền Minh Trị (có lẽ đúng về mặt lý thuyết và pháp lý), đến giả định rằng nó hoàn toàn không quan trọng với nền chính trị quốc gia (có lẽ cũng đúng trong giới hạn về hoạt động thực tế). Trong những năm đầu, nhiều thành viên của Xu mật viện đồng thời là thành viên của các chính phủ dân bầu; tuy vậy, trong những năm sau này, Xu mật viện thay thế về cơ bản cho các genrō và Genrōin như là một câu lạc bộ các ông già bảo thủ, thường rỗi rãi với đảng cầm quyền qua bầu cử. Sau khi Xu mật viện thách thức chính phủ bằng cách cố bác bỏ vài quyết định của chính phủ, và tự mình quyết định các chính sách đối ngoại quan trọng, rõ ràng rằng nó đã cân bằng quyền lực với chính phủ được bầu. Xu mật viện từ đó bị bỏ mặc, và nó không được tham vấn khi Nhật Bản quyết định tuyên chiến với Hoa Kỳ năm 1941.

## Các chủ tịch
|    | Chủ tịch          | Nhiệm kỳ                           |
| -- | ----------------- | ---------------------------------- |
| 1  | Ito Hirobumi      | 30 tháng 4 1888 – 30 tháng 10 1889 |
| 2  | Oki Takato        | 24 tháng 12 1889 – 1 tháng 6 1891  |
| 3  | Ito Hirobumi      | 1 tháng 6 1891 – 8 tháng 8 1892    |
| 4  | Oki Takato        | 8 tháng 8 1892 – 11 tháng 3 1893   |
| 5  | Yamagata Aritomo  | 11 tháng 3 1893 – 12 tháng 12 1893 |
| 6  | Kuroda Kiyotaka   | 17 tháng 3 1894 – 25 tháng 8 1900  |
| 7  | Saionji Kinmochi  | 27 tháng 8 1900 – 13 tháng 7 1903  |
| 8  | Ito Hirobumi      | 13 tháng 7 1903 – 21 tháng 12 1905 |
| 9  | Yamagata Aritomo  | 21 tháng 12 1905 – 14 tháng 6 1909 |
| 10 | Ito Hirobumi      | 14 tháng 6 1909 – 26 tháng 10 1909 |
| 11 | Yamagata Aritomo  | 26 tháng 10 1909 – 1 tháng 12 1922 |
| 12 | Kiyoura Keigo     | 8 tháng 2 1922 – 7 tháng 1 1924    |
| 13 | Hamao Arata       | 13 tháng 1 1924 – 25 tháng 9 1925  |
| 14 | Hozumi Nobushige  | 1 tháng 10 1925 – 8 tháng 4 1926   |
| 15 | Kuratomi Yuzaburo | 12 tháng 4 1926 – 3 tháng 5 1934   |
| 16 | Ichiki Kitokuro   | 3 tháng 5 1934 – 13 tháng 3 1936   |
| 17 | Hiranuma Kiichiro | 13 tháng 3 1936 – 5 tháng 1 1939   |
| 18 | Konoe Fumimaro    | 5 tháng 1 1939 – 24 tháng 6 1940   |
| 19 | Hara Yoshimichi   | 24 tháng 6 1940 – 7 tháng 8 1944   |
| 20 | Suzuki Kantarō    | 7 tháng 8 1944 – 7 tháng 6 1945    |
| 21 | Hiranuma Kiichiro | 9 tháng 4 1945 – 3 tháng 12 1945   |
| 22 | Suzuki Kantarō    | 15 tháng 12 1945 – 13 tháng 6 1946 |
| 23 | Shimizu Toru      | 13 tháng 6 1946 – 26 tháng 9 1946  |